# Se dice amor
Se dice amor è una telenovela argentina trasmessa tra il 2005 e il 2006 sul canale televisivo Telefe. Ha come protagonisti Juan Darthés e Eugenia Tobal. Racconta la storia di un padre e un figlio, entrambi hanno sofferto d'amore. In seguito, i due si innamorano della stessa donna. La sigla, dal titolo omonimo è stata cantata da Axel. Ha come autori Enrique Estevanez e Marcela Citterio.
Nel 2005 Antonio Grimau e Perla Santalla hanno ricevuto una nomination al Premio Martín Fierro. Nel 2006 Thelma Biral ha vinto un premio sempre ai Martin Fierro.
Eugenia Tobal lasciò la telenovela, nonostante il molto scalpore dei fan e le molte polemiche.